# Сланцева нафта
Сла́нцева на́фта (англ. Shale oil) - нетрадиційна нафта, вироблена з горючих сланців піролізом, гідруванням або термічним розчиненням. 

## Історія
У 1684 році Велика Британія видала перший патент на технологію видобування нафти із сланців. 
У 1694 р. в Шотландії почалося промислове використання горючих сланців, там було споруджено фабрику для отримання сланцевого мастила. 
У 1771 р. почали досліджувати естонські горючі сланці. 
У 1832 р. у Франції було розроблено технологію отримання сланцевого освітлювального мастила, а в 1837 р. на рудниках Аутум (Autun) розпочалося промислове видобування французьких горючих сланців за участі гірників Шотландії та Німеччини. Значного розвитку сланцева промисловість досягла в середині ХІХ ст. у Великій Британії.
Видобування сланцевої нафти набуло поширення лише в XIX столітті. Але після відкриття великих запасів традиційної нафти в середині XX ст. інтерес до видобування нафти із сланців суттєво зменшився.
Під час Першої світової війни у 1918 р. на території Естонії почався промисловий видобуток горючих сланців для постачання Петроградського промислового району Росії. У 1924 р. у Таллінні стала до ладу перша теплова електростанція (ТЕС), яка працювала на горючому сланці. Проте в подальшому традиційна нафта та вугілля створювали конкурентні труднощі для сланцевої промисловості. Її поступовий розвиток відбувався лише в Естонії, Росії та Китаї. Після Другої світової війни газ, одержаний з горючих сланців Прибалтійських родовищ використовувався в Санкт-Петербурзі й містах Північної Естонії. У Росії розроблялись також горючі сланці Волзького сланцевого басейну (Кашпірське, Общесиртовське родовища). Світова енергетична криза 1973 р. тимчасово пожвавила цікавість до горючих сланців. У 1974 р. у колишньому СРСР в експлуатації знаходилося 10 шахт і 4 розрізи. На сланцевому паливі в кінці ХХ ст. працювали всі електростанції Естонії, ТЕЦ у м. Сланці і в м. Сизрані (Росія). У Естонії, Ленінградській і Куйбишевській областях Росії діяли сланце-переробні комбінати, які виробляли паливне мастило, побутовий газ, бензин, сірку, дубильні речовини, отрутохімікати, бітуми, карбамідні смоли, антисептики, барвники тощо. На базі рідких фракцій перегонки сланців було організоване виробництво бензолу, іхтіолу, толуолу, сланцевого сольвенту, лаків, клеїв, електродного коксу тощо. З горючих сланців виробляли близько 1 млрд. м3 побутового газу на рік.
На початку XXI ст., через високі світові ціни на нафту сланцева нафта знову привернула увагу промисловиків. Почали з’являтись нові технології її видобутку. У 2008 р. сланцева промисловість існує в Бразилії, Китаї, Естонії, Німеччині, Ізраїлі, Росії.

## Загальний опис
Ці процеси перетворюють органічну речовину всередині породи (кероген) в синтетичну нафту та газ. Отримана нафта може бути використана як паливо або направлена на нафтопереробний завод після видалення домішок (сірка та ін.). 
Термін "сланцева нафта" також використовується інколи для сирої нафти, отриманої з сланців інших щільних колекторів. Однак, для зменшення ризику плутанини, термін " "tight oil" " є кращим для останньої.
Міжнародне енергетичне агентство рекомендує використовувати термін light tight oil (англ. light tight oil, LTO), а доповідь про світові енергетичні ресурси 2013 World Energy Council вживає термін "tight oil" для сирої нафти в нафтових сланцях.

### Технології одержання сланцевої нафти
Див. також видобування сланцевої нафти
На даний час існує технологія, за якою видобування сланцевої нафти відбувається на поверхні землі (процес лат. ex situ). Спочатку видобувають горючий сланець, який потім відправляють на переробні фабрики. Інші технології видобування сланцевої нафти другого типу передбачають нагрівання сланців під землею і відбирання розтопленої нафти через свердловини (процес лат. in situ).

## Заувага
У ряді джерел часто плутають сланцеву нафту (tight oil) з горючими сланцями (oil shale).